# اسکین فود
اسکین فود (انگلیسی: Skin Food) شرکت لوازم بهداشتی کره‌ای است، که در سال ۱۹۵۷ تأسیس شد.